# 若光翔大平
若光翔 大平（わかこうしょう たいへい、1975年3月4日 - ）は、兵庫県西脇市出身で松ヶ根部屋に所属した元大相撲力士。本名は三浦 太平（みうら たいへい）。身長185cm、体重181kg。趣味は釣り。最高位は東前頭14枚目（2000年11月場所）、血液型はO型。

## 来歴
中学時代は野球部に所属していたが、知人の紹介で松ヶ根部屋に入門。1990年5月場所初土俵。幕下上位までは順調に番付を上げていったが膝を故障し、長らく幕下の土俵が続いた。1999年11月場所には東幕下筆頭まで番付を上げ、3勝3敗で迎えた7番相撲で舞の海を寄切り勝ち越しを決めた（この一番を最後に舞の海は引退）。翌2000年1月場所に十両に昇進。
体格を生かした重い四つ相撲で同年11月場所に新入幕、その場所の海鵬との取り組みで海鵬の手が先に付いていたにもかかわらず負けにされた事があった、その誤審な1番があったからか翌場所も幕内に留まる事が出来た。しかし、膝の怪我が悪化し幕内では1場所も勝ち越す事は出来なかった。その後腰痛の影響もあり2003年11月場所では幕下に陥落。2004年3月場所に十両に返り咲いたが負け越し、幕下陥落もやむをえない状況になったが十両に残ることが出来た。翌5月場所も西十両14枚目で7勝8敗と負け越し幕下陥落が決定的となったが、他力士の成績との兼ね合いで幸運にも翌7月場所も西十両14枚目に留まった。しかしここで運が尽きてしまったのか、6勝9敗と負け越し9月場所に幕下に陥落。以降1場所も勝ち越すことが出来ずに2005年3月場所を全休し、場所後に現役を引退した。
引退後は清掃業や飲食店などの職を転々としているという。

## 主な成績
- 通算成績：415勝400敗16休（90場所） 勝率.509
- 幕内成績：13勝17敗 勝率.433
- 幕内在位：2場所

### 場所別成績
| | 一月場所 初場所（東京） | 三月場所 春場所（大阪） | 五月場所 夏場所（東京） | 七月場所 名古屋場所（愛知） | 九月場所 秋場所（東京） | 十一月場所 九州場所（福岡） |
| --- | ----------------------- | ----------------------- | ----------------------- | --------------------------- | ----------------------- | --------------------------- |
| 1990年 （平成2年） | x                       | x                       | （前相撲）              | 西序ノ口48枚目 3–4          | 東序ノ口30枚目 3–4      | 東序ノ口19枚目 2–5          |
| 1991年 （平成3年） | 東序ノ口27枚目 4–3      | 東序二段108枚目 3–4     | 東序二段117枚目 3–4     | 東序二段136枚目 5–2         | 西序二段82枚目 3–4      | 東序二段96枚目 4–3          |
| 1992年 （平成4年） | 西序二段69枚目 5–2      | 西序二段26枚目 3–4      | 東序二段50枚目 4–3      | 西序二段24枚目 5–2          | 東三段目90枚目 3–4      | 東序二段11枚目 2–5          |
| 1993年 （平成5年） | 東序二段43枚目 4–3      | 東序二段19枚目 4–3      | 西三段目98枚目 6–1      | 東三段目42枚目 5–2          | 東三段目16枚目 3–4      | 西三段目31枚目 5–2          |
| 1994年 （平成6年） | 西三段目6枚目 2–5       | 西三段目38枚目 6–1      | 西幕下53枚目 3–4        | 西三段目8枚目 5–2           | 西幕下42枚目 3–4        | 西幕下54枚目 2–5            |
| 1995年 （平成7年） | 西三段目21枚目 4–3      | 西三段目9枚目 6–1       | 東幕下38枚目 5–2        | 西幕下23枚目 3–4            | 東幕下33枚目 4–3        | 東幕下25枚目 5–2            |
| 1996年 （平成8年） | 西幕下14枚目 3–4        | 東幕下25枚目 4–3        | 西幕下17枚目 4–3        | 東幕下13枚目 4–3            | 東幕下9枚目 4–3         | 西幕下5枚目 休場 0–0–7      |
| 1997年 （平成9年） | 西幕下45枚目 3–1–3      | 西幕下55枚目 4–3        | 東幕下45枚目 6–1        | 東幕下21枚目 5–2            | 東幕下11枚目 4–3        | 西幕下8枚目 2–5             |
| 1998年 （平成10年） | 東幕下24枚目 4–3        | 東幕下15枚目 5–2        | 東幕下8枚目 3–4         | 西幕下12枚目 5–2            | 西幕下4枚目 2–5         | 東幕下16枚目 5–2            |
| 1999年 （平成11年） | 西幕下6枚目 5–2         | 西幕下2枚目 3–4         | 東幕下6枚目 4–3         | 東幕下3枚目 4–3             | 東幕下2枚目 4–3         | 東幕下筆頭 4–3              |
| 2000年 （平成12年） | 東十両13枚目 8–7        | 西十両7枚目 8–7         | 東十両4枚目 6–9         | 東十両7枚目 7–8             | 東十両8枚目 12–3        | 東前頭14枚目 7–8            |
| 2001年 （平成13年） | 西前頭14枚目 6–9        | 西十両筆頭 8–7          | 東十両筆頭 6–9          | 東十両4枚目 8–7             | 東十両3枚目 7–8         | 東十両5枚目 7–8             |
| 2002年 （平成14年） | 西十両6枚目 7–8         | 西十両7枚目 8–7         | 西十両3枚目 6–9         | 東十両6枚目 7–8             | 西十両8枚目 8–7         | 西十両7枚目 8–7             |
| 2003年 （平成15年） | 東十両6枚目 7–8         | 東十両7枚目 7–8         | 西十両8枚目 7–8         | 西十両9枚目 6–9             | 東十両11枚目 1–14       | 西幕下10枚目 4–3            |
| 2004年 （平成16年） | 西幕下4枚目 4–3         | 東十両14枚目 7–8        | 西十両14枚目 7–8        | 西十両14枚目 6–9            | 西幕下3枚目 2–5         | 東幕下12枚目 3–4            |
| 2005年 （平成17年） | 東幕下18枚目 2–5        | 西幕下33枚目 引退 0–1–6 | x                       | x                           | x                       | x                           |
| 各欄の数字は、「勝ち-負け-休場」を示す。 優勝 引退 休場 十両 幕下 三賞：敢=敢闘賞、殊=殊勲賞、技=技能賞 その他：★=金星 番付階級：幕内 - 十両 - 幕下 - 三段目 - 序二段 - 序ノ口 幕内序列：横綱 - 大関 - 関脇 - 小結 - 前頭（「#数字」は各位内の序列） |                         |                         |                         |                             |                         |                             |

### 幕内対戦成績
| 力士名 | 勝数 | 負数 | 力士名 | 勝数 | 負数 | 力士名 | 勝数 | 負数 | 力士名 | 勝数 | 負数 |
| ------ | ---- | ---- | ------ | ---- | ---- | ------ | ---- | ---- | ------ | ---- | ---- |
| 朝青龍 | 1    | 0    | 朝乃若 | 2    | 0    | 安美錦 | 0    | 1    | 皇司   | 1    | 0    |
| 海鵬   | 0    | 1    | 旭鷲山 | 0    | 1    | 旭天鵬 | 0    | 2    | 金開山 | 0    | 1    |
| 琴龍   | 0    | 1    | 十文字 | 0    | 1    | 大至   | 0    | 1    | 貴闘力 | 1    | 0    |
| 玉春日 | 0    | 1    | 玉乃島 | 1    | 0    | 玉力道 | 1    | 0    | 時津海 | 0    | 1    |
| 栃乃花 | 0    | 1    | 湊富士 | 1    | 0    |        |      |      |        |      |      |

## 改名歴
- 三浦 大平（みうら たいへい）1990年5月場所-1994年7月場所
- 若光翔 大平（わかこうしょう-）1994年9月場所-2005年3月場所